# Münster-Ost

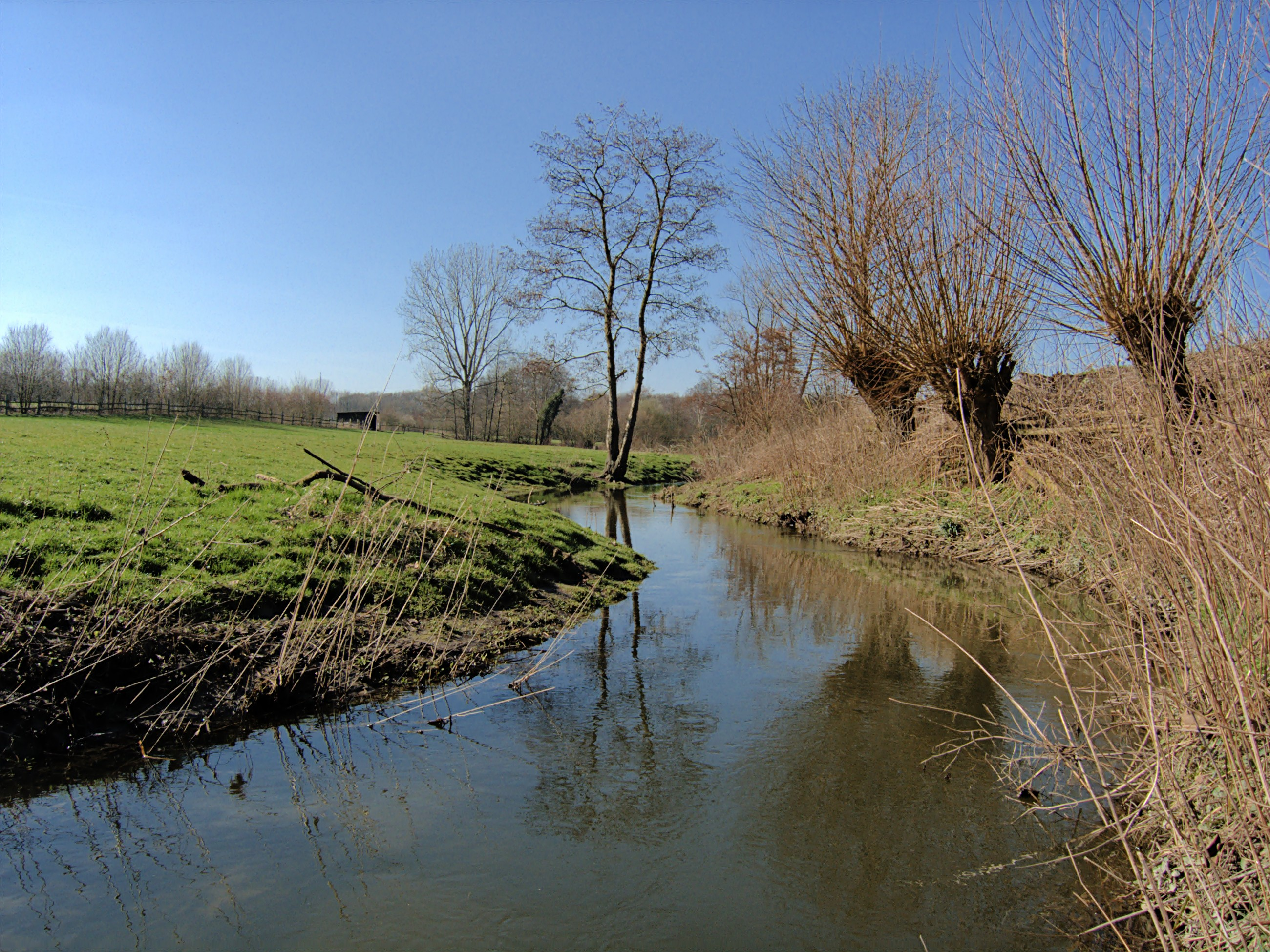
Kreuzbach

Münster-Ost ist ein Stadtbezirk der Großstadt Münster in Westfalen, Bundesland Nordrhein-Westfalen (Bundesrepublik Deutschland) mit der Nummer 7 und einer Fläche von 54,23 km². Er umfasst die Ortsteile
- Gelmer mit Gittrup
- Dyckburg mit Sudmühle und Mariendorf
- Handorf mit Kasewinkel, Kreuzbach, Laer, Dorbaum und Verth links der Ems und Werse sowie
- Mauritz-Ost und Mondstraße, im allgemeinen Sprachgebrauch bekannt als St. Mauritz.

Der Verwaltungssitz des Stadtbezirks Ost befindet sich in Handorf. Die offizielle Einwohnerzahl betrug zum 31. Dezember 2011 21.430 Einwohner.
Der Bahnhof Münster Ost liegt an der Bahnstrecke Münster–Warstein. Die Strecke wird derzeit nicht im Personenverkehr bedient.

## Politik
- SPD: 3
- Grüne: 6
- FDP: 1
- CDU: 9

Die Bezirksvertretung Ost besteht aus 19 Mitgliedern, die alle 5 Jahre bei den Kommunalwahlen in Nordrhein-Westfalen neu gewählt werden. Ihre Aufgabe ist es, an der Gestaltung der Kommunalpolitik im Bereich des Stadtbezirks Ost mitzuwirken. Die Bezirksvertretung wählt aus ihrem Kreis einen Bezirksbürgermeister und Stellvertreter.
Obwohl nach der Kommunalwahl 2020 CDU und FDP eine Mehrheit hatten und die Wiederwahl von Martina Klimek (CDU) erwartet worden war, konnte sich Benedikt Spangenberg (Grüne) in der Wahl mit einer Stimme Mehrheit durchsetzen.
Bei Stadtratswahlen sind dem Bezirk Ost die Kommunalwahlbezirke 17–19 zugeordnet, die 2020 alle an die CDU gingen.